# Новопавлівка (Синельниківський район)
Новопа́влівка — село в Україні, адміністративний центр Новопавлівської сільської громади Синельниківського району Дніпропетровської області. Населення — близько 150 осіб (станом на 20 травня 2025 року). 

## Географія
Село Новопавлівка розташоване у східній частині області на межі з Донецькою областю, за 130 км від обласного центру та 70 км від Донецька, на березі річки Солона, вище за течією на відстані 5 км розташоване сусіднє село Мар'ївка, нижче за течією на відстані 3 км розташоване село Філія. Через село пролягає автошлях територіального значення Т 0428.

## Історія
На території села виявлено скарб бронзових виробів епохи пізньої бронзи (XII століття до н. е.).
На місці сучасного поселення ще у 1680-х роках XVII століття існували зимівники запорізьких козаків. Після ліквідації Запорізької Січі тут була заснована військова слобода Павлівка.
У 1780—1781 роках за наказом губернатора Азовської губернії на місці слободи планувалось заснувати місто Павлівськ, але згодом спорудження міста було перенесене до іншої місцевості, а слобода отримала назву Новопавлівка.
Станом на 1886 рік в селі, центрі Новопавлівської волості Павлоградського повіту Катеринославської губернії, мешкало 3765 осіб, налічувалось 628 домогосподарств, існували православна церква, каплиця, школа, 10 лавок, 2 рейнських погреби, 3 винних комори, проходило 4 ярмарки на рік та базари щонеділі.
У сусідньому селі Підгородному, мешкало 4 396 осіб, налічувалось 681 подвір'я, були православна церква, каплиця, школа.
За переписом 1897 року кількість мешканців зросла до 5668 осіб (2765 чоловічої статі та 2903 — жіночої), з яких 5511 — православної віри.
Серед учасників повстання на броненосці «Потьомкін» був уродженець Новопавлівки матрос С. С. Бойко. Після повернення у 1905 році з Румунії на батьківщину його заарештували і засудили на два роки каторжних робіт. Повернувшись, мешкав під наглядом поліції у рідному селі. У зв'язку з 50-річчям повстання у 1955 році нагороджений орденом Червоної Зірки.
На початку 1918 року, після встановлення радянської окупації, в Новопавлівці було створено волосний ревком, який очолював селянин-бідняк П. В. Шовкун. У серпні 1920 року розпочав роботу комітет незаможних селян, його головою на той час був С. Філоненко. Комнезам розподілив між селянами 11 тис. га землі в тому числі 2 тис. га, відібраних у місцевих заможних селян та середняків. У 1922 році в селі утворився партійний осередок.
1924 року за свідченням очевидців в межах села Павлівка в бік сіл Муравка та Комінтерн було зафіксовано падіння метеориту, на місці якого було споруджено капличку.
Під час організованого радянською владою Голодомору 1932—1933 років померло щонайменше 988 жителів села.
В період німецької окупації село зазнало великих руйнувань. Німецькі окупанти знищили майже всі колгоспні будівлі і спалили більше 300 будинків. Центр села бомбардували. Загальна сума збитків, заподіяних окупантами Новопавлівці, перевищувала 20 млн крб.
1957 року село Підгородне приєднане до Новопавлівка.
До 2016 року село було адміністративним центром  Новопавлівської сільської ради.
12 червня 2020 року, відповідно до розпорядження Кабінету Міністрів України № 709-р від «Про визначення адміністративних центрів та затвердження територій територіальних громад Дніпропетровської області», затверджено склад Новопавлівської сільської громади.
19 липня 2020 року, в результаті адміністративно-територіальної реформи та ліквідації Межівського району, село увійшло до складу новоутвореного Синельниківського району.
Внаслідок повномасштабного російського вторгнення в Україну село перебуває у прифронтовій близькості від бойових дій з російськими окупантами, які завдають по селу регулярні обстріли.
7 березня 2025 року, відповідно з Указом Президента України, утворено Новопавлівську сільську військову адміністрацію Синельниківського району Дніпропетровської області.
2 травня 2025 року російські окупанти під час нічного обстрілу знищили в селі Новопавлівка середню загальноосвітню школу № 2, в якій передбачалося після Перемоги над російськими окупантами поновити навчальний процес. До 29 січня 2025 року у Новопавлівці також існував ліцей, якого спіткала така ж доля, як і середню загальноосвітню школу № 2.

## Населення
За переписом УРСР 1989 року чисельність наявного населення села становила 3758 осіб, з яких 1662 чоловіки та 2096 жінок.
За переписом населення України 2001 року в селі мешкало 3425 осіб.

### Мова
Розподіл населення за рідною мовою за даними перепису 2001 року:
| Мова       | Відсоток |
| ---------- | -------- |
| українська | 95,78 %  |
| російська  | 2,50 %   |
| вірменська | 0,32 %   |
| білоруська | 0,09 %   |
| молдовська | 0,03 %   |
| німецька   | 0,03 %   |
| інші       | 1,25 %   |

## Інфраструктура
У Новопавлівці існували ліцей та середня загальноосвітна школа № 2 (у 2025 році знищені російськими окупантами внаслідок обстрілів), два дитячих садки, амбулаторія, бібліотека, відділення зв'язку. Діє декілька сільськогосподарських підприємств.
Площа населеного пункту 1280 га. Кількість вулиць у селі — 66, з них твердим покриттям — 26, освітлених вулиць — немає. Загальна протяжність вулиць — 79 км, з них з твердим покриттям — 38 км.

## Природоохоронні території
Біля села розташований заказник Балка Горіхова.

## Відомі особи
Уродженці села:
- Гаценко Григорий Минович — депутат Українських Установчих Зборів (1918).
- Кузьма Кіндратович Дубина — радянський історик.
- Мельник Григорій Якович — письменник-гуморист.
- Василь Мисик — поет та перекладач.
- Михальченко Євген Васильович (2000—2023) — солдат Збройних Сил України, учасник російсько-української війни.
- Мосійчук Олег Петрович — (нар. 1960) — український актор театру і кіно, режисер, народний артист України.
- Романенко Анатолій Юхимович — академік Національної академії медичних наук.
- Сидоренко Сергій Іванович (1980—2014) — старший сержант Збройних сил України, учасник російсько-української війни
- Тетяна Степанівна Сулима-Бичихина — українська письменниця.